# Даїна Чав'яно
Даїна Чав'яно (ісп. Daína Chaviano; 19 лютого 1957, Гавана) — кубинська письменниця.

## Життя
Даїна Чав'яно закінчила Гаванський університет з фаху англійська мова і ще під час навчання отримала свою першу премію з літератури. На Кубі вона опублікувала кілька фентезійних  та науково-фантастичних романів, і здобула у цих жанрах ім'я найбільш популярної і шанованої письменниці у своїй країні. 
Її проза рухається з однаковою легкістю як в область фантастичного, так і в область традиційної літератури.

Теми її творів, різноманітяться від міфології та еротики, давньої історії, соціології і політики до парапсихології та магії. 
Стиль її творів характеризується одночасно поетичними і чуттєвими картинами.
У 1991 році Даїна Чав'яно не повернулась на Кубу із закордонної поїздки, і оселилася у США, де до сьогодення працює журналісткою, перекладачкою, пише романи.

Найбільше визнання в світі знайшли її романи про таємне життя Гавани «Він, Вона і голод» (1998, премія Асорін, Іспанія), «Гральний будинок» (1999), «Кішка під замком» (2001), «Острів нескінченної любові» (2006), написані і опубліковані вже в еміграції. Останній роман («Острів нескінченної любові»), який був відзначений у Флориді премією за найкращу іспаномовну книгу року, і який у загальній складності видано на 25 мовах, став самим перекладним твором кубинської літератури за весь час її існування.

 У 2015 році був випущений збірник «Confesiones eróticas hechizos y otros» (укр. Зізнання, еротичні заклинання та інше.), який був першою публікацією письменниці на Кубі за 25 років з початку еміграції.

## Призи та нагороди
- 2007: Золота медаль у номінації «Найкраща книга іспанською мовою». Florida Book Awards, USA («острів вічної любові»)
- 2004: почесний гість на 25. International Conference for the Fantastic in the Arts в Форт-Лодердейл, США.
- 2003: Premio Goliardos для фентезі-романів, Мексика («Спогади інопланетної бабусі»)
- 1998: Premio Azorín для романів, Іспанії («Гавана Блюз»)
- 1990: Премія Ганни Зегерс, академія мистецтв, Берлін, Німеччина («Спогади інопланетної бабусі»)
- 1989: Національна премія в юнацькій літературі «La Edad de Oro» («País de dragones»)
- 1988: Національна премія «13 de marzo» за найкращий неопублікований кіносценарій («La anunciación»)
- 1979: Національна премія з науково-фантастичної літератури «Давид» («Los mundos que amo»)

## Твори (На Вибір)
Оповідання
- "Гата encerrada". Editorial Planeta, Барселона, 2001, ISBN 84-08-03879-6.
- "Historias de Hadas para adults. Narrativa breve". Мінотавр, Барселона, 2007, ISBN 978-84-4507-642-2.

Романи
- "Спогади інопланетної бабусі" („Fábulas de una abuele Extra terreste“). Volk und Welt, Берлін, ISBN 3-353-00827-6 (переведено через Ульріх Кунц осіб).
- "Гавана Блюз. Роман" („El hombre, la hembra y el hambre“). Droemer Knaur, München 2000, ISBN 3-426-61874-5 (переведено через Yasmin Bohrmann).
- "Острів вічної любові. Роман" („La isla de los amores infinitos“). Діана Verlag, München, 2009, ISBN 978-3-453-35404-3 (переведено через Silke Kleemann).